# Endrosa complutoides
Endrosa complutoides är en fjärilsart som beskrevs av Embrik Strand 1922. Endrosa complutoides ingår i släktet Endrosa och familjen björnspinnare. Inga underarter finns listade i Catalogue of Life.